# Just Bring It
『Just Bring It』（ジャスト・ブリング・イット）は、2017年1月11日にCROWN STONES（日本クラウン）から発売されたBAND-MAID初のフルレングス・アルバム。

## 概要
- “Just Bring It”とは「かかってこいよ！」の意味を持つ[1] 。
- 1stシングル主題曲「YOLO」を含む全13曲収録。YOLO以外の12曲はこのアルバムのために用意された。
- 「TIME」では、小鳩ミクがリードボーカルを務めている。
- 初回生産限定盤は全32ページ＆オールカラーのPHOTOBOOKとスリーブケース付き。
- 2017年1月11日の発売時点ではCDのみの販売でDVDは付属しなかった。
- 2018年4月1日には、バンド名を舞妓とハードロックをコンセプトにした「BAND-MAIKO」に改名することを発表した。これに伴い同アルバムの収録曲「secret My lips」の歌詞を京言葉にして、アレンジを和風にした「secret MAIKO lips」のミュージックビデオをYouTubeにて公開したのと同時に、iTunes StoreとSpotifyでの配信も開始した[2]。しかしこの12時間後にこれがエイプリルフールの企画であったことを発表し、BAND-MAIDに再改名した[3]。
- 2021年11月3日に、初回生産限定のレコード盤が発売される[4]。

## 収録曲
| #   | タイトル              | 作詞           | 作曲      | 編曲               | 時間 |
| --- | --------------------- | -------------- | --------- | ------------------ | ---- |
| 1.  | 「Don't you tell ME」 | 小鳩ミク、彩姫 | BAND-MAID | BAND-MAID          | 3:13 |
| 2.  | 「Puzzle」            | 小鳩ミク       | BAND-MAID | BAND-MAID、TIENOWA | 4:22 |
| 3.  | 「モラトリアム」      | 小鳩ミク       | BAND-MAID | BAND-MAID          | 4:16 |
| 4.  | 「YOLO」              | 小鳩ミク       | BAND-MAID | BAND-MAID          | 4:29 |
| 5.  | 「CROSS」             | NORA、小鳩ミク | NORA      | MIRAISONIC         | 3:48 |
| 6.  | 「OOPARTS」           | endcape        | NORA      | spinstealthspike   | 4:10 |
| 7.  | 「Take me higher!!」  | 小鳩ミク、彩姫 | BAND-MAID | BAND-MAID、TIENOWA | 3:21 |
| 8.  | 「So, What?」         | 佐々木美和     | ck510     | ck510              | 3:52 |
| 9.  | 「TIME」              | 小鳩ミク       | 岡本仁志  | 岡本仁志           | 3:32 |
| 10. | 「you.」              | 小鳩ミク       | BAND-MAID | 大西俊也           | 3:47 |
| 11. | 「Awkward」           | 小鳩ミク       | BAND-MAID | BAND-MAID          | 3:34 |
| 12. | 「decided by myself」 | 小鳩ミク、彩姫 | BAND-MAID | BAND-MAID          | 3:57 |
| 13. | 「secret My lips」    | 小鳩ミク       | BAND-MAID | BAND-MAID          | 4:11 |

## タイアップ
YOLO
ヴァリアントナイツ主題歌